# Herrschaftsgericht Oettingen jenseits der Wörnitz
Das Herrschaftsgericht Oettingen jenseits der Wörnitz war ein Herrschaftsgericht der Fürsten zu Oettingen-Spielberg in Oettingen. Es bestand von 1818 bis 1823 und gehörte zum Rezatkreis. 1823 wurde es dem neu gegründeten Stadt- und Herrschaftsgericht Oettingen einverleibt.

## Lage
Das Herrschaftsgericht grenzte im Norden an das Herrschaftsgericht Oettingen diesseits der Wörnitz. Beide Herrschaftsgerichte waren größtenteils vom Landgericht Nördlingen umschlossen, lediglich im Osten grenzte das Herrschaftsgericht an die Landgerichte Heidenheim und Wassertrüdingen.

## Struktur

### Steuerdistrikte
Das Herrschaftsgericht wurde in vier Steuerdistrikte aufgeteilt, die vom Rentamt Oettingen verwaltet wurden:
- Hainsfarth mit Aumühle, Fürfällmühle, Hefehof und Siegenhaus;
- Megesheim mit Lerchenbühl und Mäuskreut;
- Schwörsheim mit Haid;
- Steinhart (der Ort selbst gehörte zum Landgericht Heidenheim) mit Heuhof, Pfeifhof, Unterappenberg, Wachfeld, Wornfeld und Zirndorf.

### Ruralgemeinden
1818 gab es vier Ruralgemeinden im Herrschaftsgericht Oettingen jenseits der Wörnitz:
- Auhausen (der Ort selbst gehörte zum Landgericht Wassertrüdingen) mit Heuhof, Pfeifhof, Wachfeld und Zirndorf;
- Hainsfarth mit Aumühle, Fürfällmühle, Hefehof und Wornfeld;
- Megesheim mit Lerchenbühl, Mäuskreut und Unterappenberg;
- Schwörsheim mit Haid.

Insgesamt gab es 4856 Einwohner, die sich auf 1128 Familien verteilten und in 949 Anwesen wohnten.